# Тілопо королівський
Тілопо королівський (Ptilinopus regina) — вид голубоподібних птахів родини голубових (Columbidae). Мешкає в Індонезії, Австралії та Східному Тиморі.

## Опис
Довжина птаха становить 22-24 см. Статевий диморфізм слабо виражений, забарвлення самиць дещо тьмяніше, ніж у самців.
Верхня частина тіла темно-зелена, голова і груди сірі, горло біле, живіт райдужний, жовто-оранжевий. На тімені рожевувато-лілова пляма, у деяких підвідів окаймлена жовтою смугою. Кінець хвоста жовтий. Очі оранжеві, лапи сизі. У представників підвиду P. r. xanthogaster тім'я білувате, горло і груди світло-сірі. У молодих птахів тім'я зелене.

## Підвиди
Виділяють п'ять підвидів:
- P. r. flavicollis Bonaparte, 1855 — острови Флорес, Роте[en], Саву[en], Семау[en] і захід острова Тимор;
- P. r. roseipileum Hartert, E, 1904 — схід острова Тимор, острови Ветар, Леті[en], Романґ[en] і Кісар[en];
- P. r. xanthogaster (Wagler, 1827) — острови Банда, Кай[en], Дамар[en], Сермата[de], Бабар[en], Танімбар і Ару;
- P. r. ewingii Gould, 1842 — північ Австралії і острів Мелвілл;
- P. r. regina Swainson, 1825 — півострів Кейп-Йорк і східне узбережжя Австралії, а також острови Торресової протоки.

## Поширення і екологія
Королівські тілопо живуть у вологих рівнинних тропічних і субтропічних лісах та мангрових лісах. Живляться плодами і ягодами. Гніздяться на деревах. В кладці одне яйце.